# José Antonio Noguera de Roig
José Antonio Noguera de Roig (València, 10 d'abril de 1918 - 9 de desembre de 2003) fou un polític valencià.

## Biografia
Va estudiar el batxillerat en el Col·legi dels Jesuïtes de València. Es llicencià en Dret la va fer en la Universitat de València i es va doctorar per la Universitat Complutense de Madrid. Del 1968 al 1978 fou president de la Cambra de Comerç, Indústria i Navegació de València, i del 1968 al 1984 fou president de la Fira de Mostres de València. També fou president de l'Associació de Fires Espanyoles (1978-1980). També ha estat soci de l'Ateneu Mercantil de València i ha col·laborat als diaris Levante-EMV i Las Provincias
Fou vicepresident de la primera Conferència Permanent de Cambres de Comerç del Sud de França i Nord i Est d'Espanya, conseller delegat i president d'Aceiteras Reunidas, d'Estación de Descarga y Carga, S.A. A les eleccions generals espanyoles de 1977 fou escollit senador per la província de València per la UCD. Juntament amb Joaquim Muñoz Peirats i Francesc de Paula Burguera van proposar que una disposició transitòria segona de Constitució Espanyola de 1978 reconegués el País Valencià com a nacionalitat històrica. L'oposició de Fernando Abril Martorell provocà que no es presentés a les eleccions de 1979 i abandonés la política. Del 1998 fins al 2003 fou Sindic Major de Comptes de la Generalitat Valenciana.